# Haplochromis nigrescens
Haplochromis nigrescens är en fiskart som först beskrevs av Pellegrin, 1909.  Haplochromis nigrescens ingår i släktet Haplochromis och familjen Cichlidae. IUCN kategoriserar arten globalt som otillräckligt studerad. Inga underarter finns listade i Catalogue of Life.